# Церковь Рождества Пресвятой Богородицы (Плетениха)
Церковь Рождества Пресвятой Богородицы (Богородицкая церковь) — недействующий православный храм в деревне Плетениха Раменского городского округа Московской области. Относится к Коломенской епархии Русской православной церкви.
Храм расположен недалеко от деревни на Рождественском погосте (бывшее село Рождественно, упразднено в 1930-х годах). Церковь является объектом культурного наследия федерального значения.

## История
Церковь Рождества Пресвятой Богородицы в селе Рожестино-Ждановском была построена в 1686 году в сельце Ждановском князем Алексеем Петровичем Прозоровским: «1684 г. декабря в 12 день бил челом святейшему патриарху Иоакиму кравчий князь Алексей Петрович Прозоровский, чтобы патриарх пожаловал благословить его, велел ему в подмосковной своей вотчине, в Ждановском стану, в сельце Ждановском построить церковь Рождества Пресвятой Богородицы и о том дать ему благословенную грамоту». Благословление святейшего патриарха на сооружение храма было дано 10 марта 1685 года.

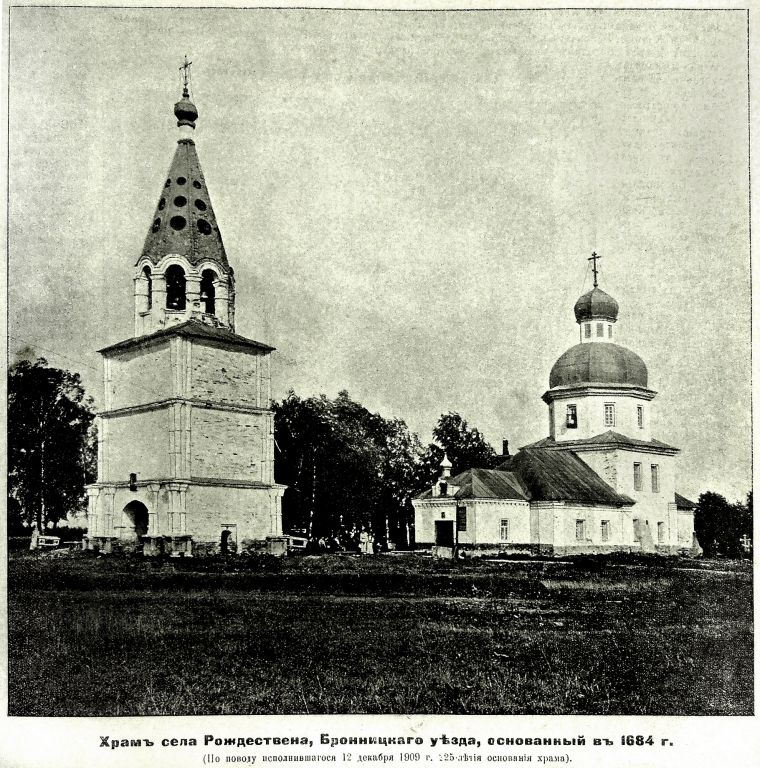
Вид храма до революции

Здание церкви представляло собой восьмерик на четверике, в трапезной помещался Варваринский придел. Отдельно от церкви была сооружена надвратная шатровая колокольня.
После Октябрьской революции храм был закрыт, трапезная и колокольня сломаны, здание церкви находилось в заброшенном состоянии и пришло в аварийное состояние. Вокруг храма существовало кладбище, которое также было заброшено.
После распада СССР, в начале 2000-х годов храм был передан верующим. Община верующих занимается оформлением документов для передачи здания храма в безвозмездное пользование. Богослужения в нём совершаются в летнее время (два раза за лето) — водосвятный молебен. В настоящее время храм окружен старинными и современными захоронениями. Настоятелем Богородицкой церкви является протоиерей Константин Мазейка.